# 日本海フィッシャーマンズケープ

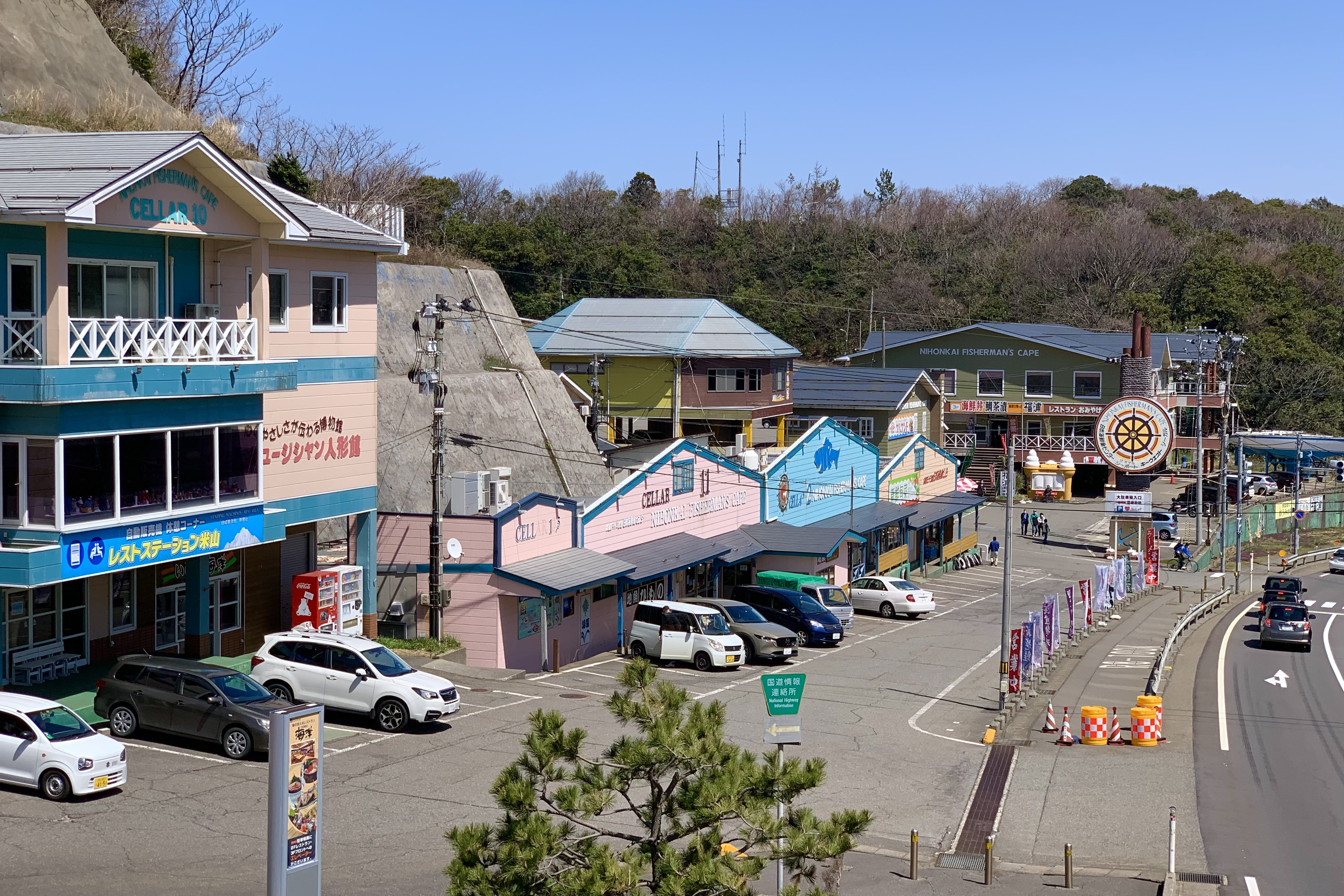
外観（2022年4月）

日本海フィッシャーマンズケープ（にほんかいフィッシャーマンズケープ）は、新潟県柏崎市にある観光施設。1980年代から開発が行われ、株式会社ニッカイ米山が運営している。
2024年1月末までに日本海フィッシャーマンズケープは閉店し、道の駅風の丘米山の再整備と合わせて、2027年春に新しい商業施設としてリニューアルすることになっている。

## 概要

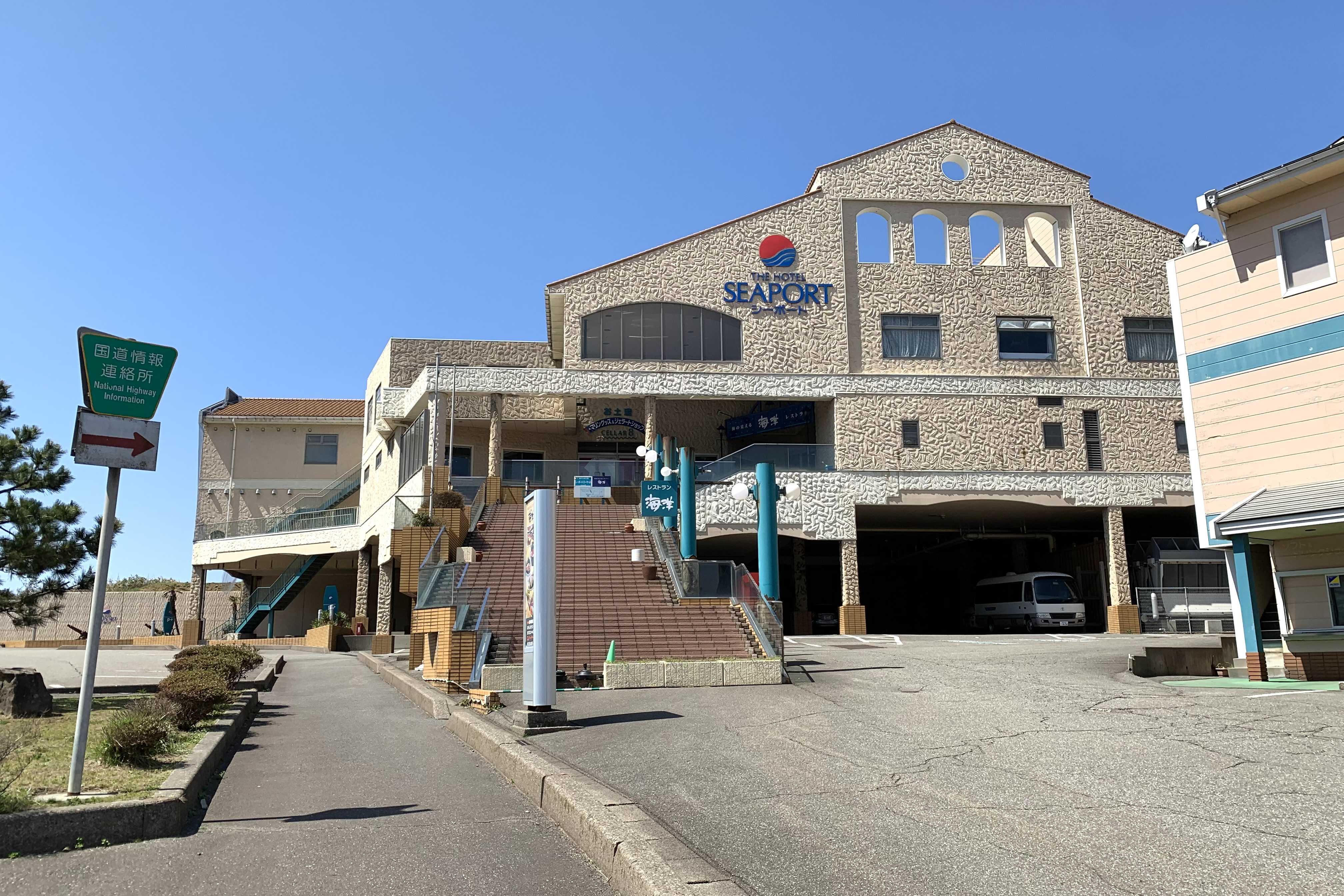
ザ・ホテルシーポート

アメリカ・サンフランシスコのフィッシャーマンズワーフのコンセプトをもとに、鮮魚センター、シーフードレストラン、ファストフード店、マリングッズコーナーなど十数棟を並べた施設として開業。中心となるのは1982年（昭和57年）にオープンした「日本海鮮魚センター」で、1988年（昭和63年）には1000人規模を収容できるレストラン「キーウエスト」もオープンした。1992年（平成4年）には木彫りのサーカス人形を収蔵した「アニーズサーカス コレクション」「ミュージシャン人形館」、1994年（平成6年）には「ザ・ホテル シーポート」がオープンするなど拡大が続けられ、国道8号を挟んで反対側には市の主導により「コレクションビレッジ」の開発も行われた。

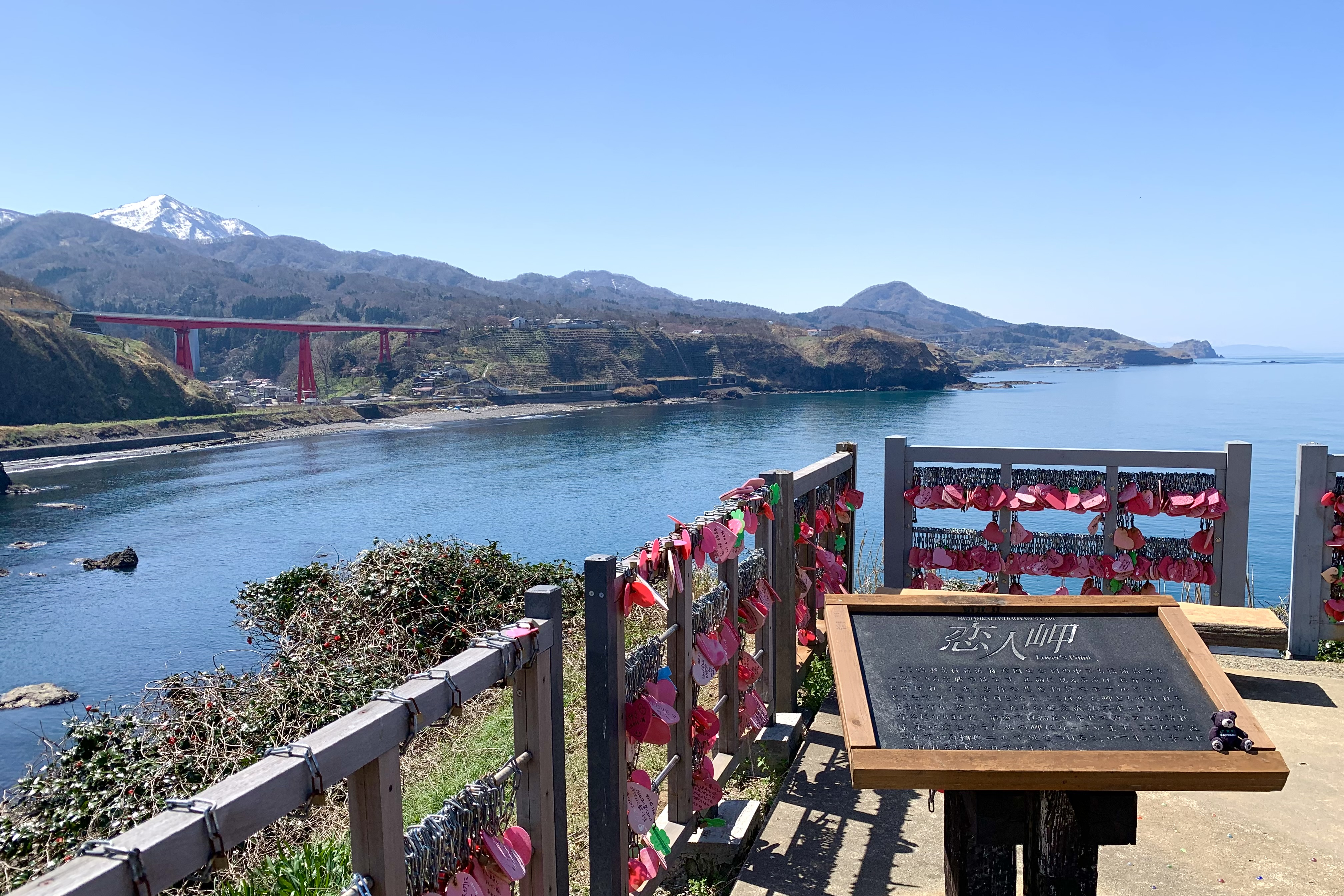
恋人岬

自然景勝地・鴎ケ鼻に立地しており、恋人岬の付け根に施設がある。
開発を行ったのは、国道8号沿いで1960年代からドライブインを運営していた米山観光（現・ニッカイ米山）とその関連会社。同じ県内の寺泊ではSOWA美術館を含むマリンハウス・モントレーの開発に携わったほか、妙高市の新井ハイウェイオアシスでは2000年（平成12年）に日本海鮮魚センター新井店をオープンさせている。
サバサンドが名物グルメとなっている。
2023年にかけて隣接する道の駅風の丘米山との一体的なリニューアルに向けて、道の駅機能の整備検討が進められた。その結果、2024年1月末までに閉店し、道の駅風の丘米山の再整備と合わせて2027年春に新しい商業施設としてリニューアルすることになった。

## 交通アクセス
国道8号沿いに立地する。
- 北陸自動車道 米山ICより車で約3分
- JR信越本線 青海川駅より徒歩約17分
- 越後交通 柏崎駅前＝鯨波＝谷根線 「米山大橋北詰」バス停より徒歩すぐ（本数僅か）